# Patrik Olsson (friidrottare)
Patrik Olsson, född 28 oktober 1889 i Malmö, död 12 april 1965 i Slottsstaden, var en svensk friidrottare (längdhopp och tresteg). Han tävlade under sin idrottskarriär för IFK Malmö. Han vann SM-guld i längdhopp 1914.
Vid OS i Stockholm 1912 kom han på nittonde plats i längdhopp med 6,28 meter och på femtonde plats i tresteg med 13,45 meter.